# Millbank Tower
Millbank Tower grattacielo nella città di Westminster a Millbank, vicino al Tamigi a Londra. La torre fu costruita nel 1963 ed è stata sede di molte organizzazioni politiche di alto profilo, tra cui i partiti laburista e conservatore e le Nazioni Unite.

## Caratteristiche
La torre fu costruita nel 1963 per la società Vickers ed era quindi originariamente conosciuta come Vickers House o Vickers Tower.  La torre è di proprietà di David e Simon Reuben dal 2002, mentre è ancora gestita dal suo ex proprietario Tishman Speyer Properties. Fino al completamento della BT Tower nel 1964, la Millbank Tower era l'edificio più alto del Regno Unito. L'edizione 2003 della guida architettonica Pevsner afferma che la Millbank Tower è "una delle poche torri di uffici di Londra ad aver conquistato l'affetto delle persone".

### Futuro
Nel 2016, i fratelli Reuben hanno ottenuto il permesso di ristrutturare li grattacielo, nonostante il suo status di edificio protetto, e convertirlo in un hotel e appartamenti di lusso.

## Inquilini
Nel corso della sua storia, la Millbank Tower ha ospitato molte organizzazioni politiche e di altro genere. Dal 1994 al 2002 il Partito Laburista ha affittato due piani nella base del palazzo, per utilizzarlo come centro di campagna elettorale generale. I laburisti hanno condotto la campagna elettorale generale del 1997 da questi uffici; dopo le elezioni, il partito lasciò il suo quartier generale alla John Smith House, Walworth Road SE17, per trasferirsi a Millbank. Cinque anni dopo, tuttavia, l'affitto di 1 milione di sterline all'anno costrinse il partito a lasciare la torre e stipulare un mutuo di 5,5 milioni di sterline per trasferirsi nella 16-18 Old Queen Street, con vista su St James's Park.
Anche le Nazioni Unite avevano uffici nella torre, ma si trasferirono nel giugno 2003. Altri enti pubblici hanno continuato ad occupare l'edificio, incluso l'Ufficio centrale di statistica, il predecessore dell'Ufficio per le statistiche nazionali.
Dal 2006, il Partito conservatore ha basato il quartier generale della sua campagna a 30 Millbank, nello stesso complesso della Millbank Tower.

## Nella cultura di massa
La torre apparve nel film del 1973, The Vault of Horror, in cui diversi personaggi sono intrappolati in un ascensore nell'edificio. È stato anche utilizzato per le riprese in location dei periodici Doctor Who (come gli uffici londinesi di International Electromatics) e Terror of the Zygons (come sede della World Energy Conference). La torre era presente anche in The Persuaders! episodio "Someone Like Me" (1971), in cui Danny Wilde (Tony Curtis) viene visto entrare nell'edificio per fermare Lord Brett Sinclair (Sir Roger Moore) che è stato programmato per sparare al suo amico Sam Milford (Bernard Lee).

## Galleria d'immagini

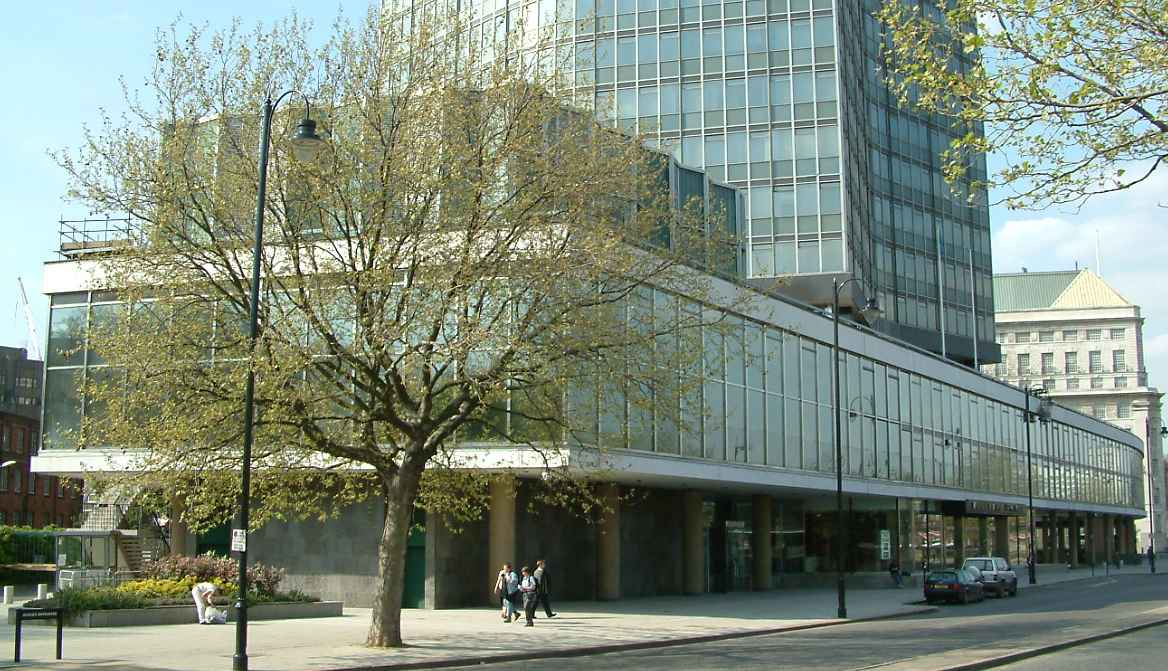
Base della torre
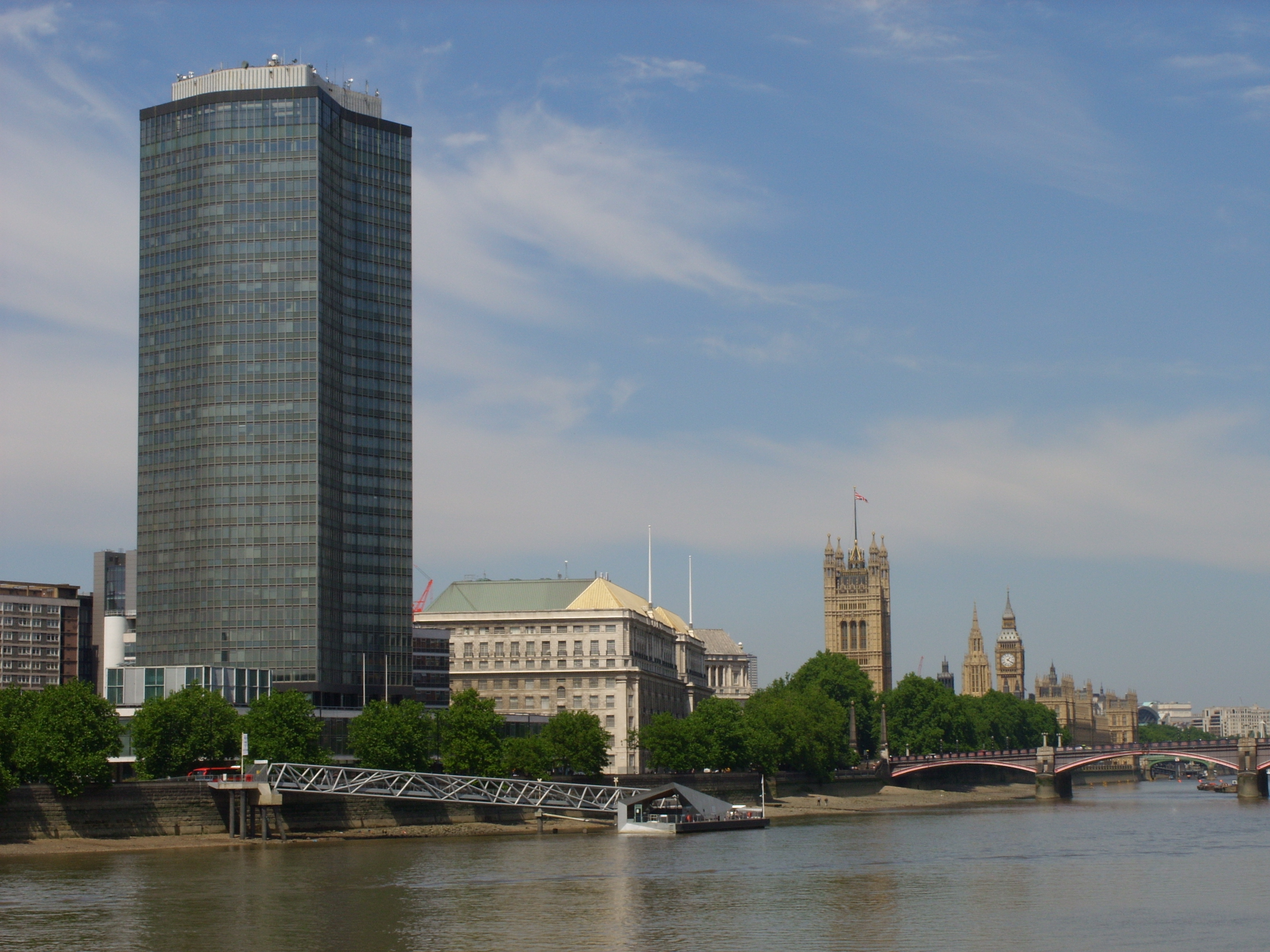
Millbank Tower da Vauxhall e il Palazzo di Westminster sullo sfondo
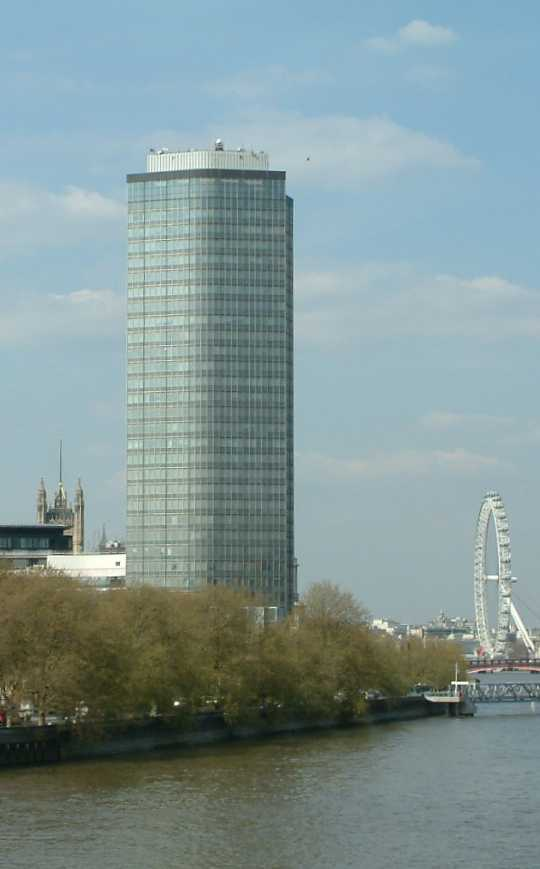
Vista della Millbank Tower dal ponte Vauxhall e il London Eye sullo sfondo